# Telekom Bakı Voleybol Klubu 2013-2014
Questa voce raccoglie le informazioni riguardanti il Telekom Bakı Voleybol Klubu nella stagione 2013-2014.

## Organigramma societario
Area direttiva
- Presidente: Şahlar Məmmədov

Area tecnica
- Allenatore: Vasif Talibov

## Rosa
| N° | Nome                 | Ruolo | Data di nascita  | Nazionalità sportiva |
| -- | -------------------- | ----- | ---------------- | -------------------- |
| 2  | Jana Dorošenko       | P     | 5 luglio 1994    | Ucraina              |
| 3  | Jelyzaveta Ruban     | S     | 3 marzo 1995     | Ucraina              |
| 4  | Hayley Spelman       | S/O   | 11 giugno 1991   | Stati Uniti          |
| 5  | Monique Mead         | S/O   | 15 giugno 1991   | Stati Uniti          |
| 7  | Arina Bachramova     | L     | 12 luglio 1988   | Ucraina              |
| 8  | Kryscina Besman      | P     | 13 febbraio 1996 | Bielorussia          |
| 10 | Marharyta Stepanenko | S/O   | 25 aprile 1993   | Ucraina              |
| 11 | Olena Charčenko      | C     | 25 novembre 1995 | Ucraina              |
| 13 | Bohdana Anisova      | S     | 16 marzo 1992    | Ucraina              |
| 14 | Bəyaz Əliyeva        | L     | 9 giugno 1990    | Azerbaigian          |
| 15 | Winifer Fernández    | L     | 6 gennaio 1995   | Rep. Dominicana      |
| 17 | Jessica Walker       | C     | 9 agosto 1989    | Stati Uniti          |

## Mercato
| Acquisti | Acquisti          | Acquisti             | Acquisti   |
| R.       | Nome              | da                   | Modalità   |
| -------- | ----------------- | -------------------- | ---------- |
| S/O      | Hayley Spelman    | Stanford             | definitivo |
| S/O      | Monique Mead      | Gigantes de Carolina | definitivo |
| L        | Bəyaz Əliyeva     | ?                    | definitivo |
| C        | Jessica Walker    | Stanford             | definitivo |
| L        | Winifer Fernández | Mirador              | definitivo |

| Cessioni | Cessioni           | Cessioni | Cessioni   |
| R.       | Nome               | a        | Modalità   |
| -------- | ------------------ | -------- | ---------- |
| S        | Elina Heber        | ?        | definitivo |
| -        | ? Latifova         | ?        | definitivo |
| S        | Kateryna Kazbanova | ?        | definitivo |
| C        | Hristina Ruseva    | LJ       | definitivo |
| L        | Arina Bachramova   | ?        | definitivo |
| S        | Bohdana Anisova    | ?        | definitivo |
| S/O      | Hayley Spelman     | Forlì    | definitivo |

## Statistiche

### Statistiche di squadra
| Competizione | Punti | In casa | In casa | In casa | In trasferta | In trasferta | In trasferta | Totale | Totale | Totale |
| Competizione | Punti | G       | V       | P       | G            | V            | P            | G      | V      | P      |
| ------------ | ----- | ------- | ------- | ------- | ------------ | ------------ | ------------ | ------ | ------ | ------ |
| Superliqa    | 3     | 7       | 1       | 6       | 8            | 0            | 8            | 15     | 1      | 14     |
| Totale       | -     | 7       | 1       | 6       | 8            | 0            | 8            | 15     | 1      | 14     |

G = partite giocate; V = partite vinte; P = partite perse

### Statistiche dei giocatori
Statistiche assenti.